# Here Comes the Hotstepper
"Here Comes the Hotstepper" là một bài hát của nghệ sĩ thu âm người Jamaica Ini Kamoze nằm trong album tuyển tập thứ hai cùng tên của anh (1994). Nó được phát hành vào ngày 18 tháng 8 năm 1994 như là đĩa đơn đầu tiên trích từ album bởi Columbia Records. Bài hát được viết lời Kamoze, Kenton Nix và Salaam Remi, người cũng đồng thời chịu trách nhiệm sản xuất nó, trong đó sử dụng đoạn nhạc mẫu từ bài hát năm 1962 "Land of a Thousand Dances", được viết lời bởi Chris Kenner. Ngoài ra, "Here Comes the Hotstepper" còn tham chiếu một số bài hát khác, bao gồm phần giọng hát từ "The Champ" của The Mohawks, "Hot Pants" của Bobby Byrd, và "La Di Da Di" của Doug E. Fresh và Slick Rick, cũng như phần giai điệu từ "Heartbeat" của Taana Gardner và "Hung Up on My Baby" của Isaac Hayes. Đây là một bản Hip hop kết hợp với breakbeat, dancehall và reggae fusion với nội dung đề cập đến một người đàn ông đang cố gắng chạy trốn khỏi luật pháp.
Sau khi phát hành, "Here Comes the Hotstepper" nhận được những phản ứng tích cực từ các nhà phê bình âm nhạc, trong đó họ đánh giá cao quá trình sản xuất của nó. Nó cũng gặt hái những thành công vượt trội về mặt thương mại, đứng đầu các bảng xếp hạng ở Đan Mạch và New Zealand, và lọt vào top 10 ở hầu hết những quốc gia nó xuất hiện, bao gồm vươn đến top 5 ở Úc, Bỉ, Phần Lan, Pháp, Ireland, Na Uy, Tây Ban Nha, Thụy Điển, Thụy Sĩ và Vương quốc Anh. Tại Hoa Kỳ, bài hát đạt vị trí số một trên bảng xếp hạng Billboard Hot 100 trong hai tuần liên tiếp, trở thành đĩa đơn duy nhất của Kamoze lọt vào bảng xếp hạng. Ngoài ra, "Here Comes the Hotstepper" cũng là một trong những đĩa đơn bán chạy nhất năm 1994, và được chứng nhận đĩa Bạch kim từ Hiệp hội Công nghiệp ghi âm Mỹ (RIAA).
Hai video ca nhạc khác nhau đã được phát hành cho "Here Comes the Hotstepper". Phiên bản đầu tiên được đạo diễn bởi Michael Mays và lấy bối cảnh ở một khu ổ chuột ở New York, trong đó Kamoze trình diễn bài hát ở nhiều địa điểm khác nhau như trên đường phố, tàu điện ngầm và một ngôi nhà bỏ hoang. Video thứ hai được phát hành để quảng bá cho bộ phim năm 1994 Prêt-à-Porter với bản phối Heartical, và bao gồm những cảnh nam ca sĩ trình diễn nó ở một hộp đêm, xen kẽ với những hình ảnh từ bộ phim. Để quảng bá bài hát, nam ca sĩ đã trình diễn nó trên một số chương trình truyền hình và lễ trao giải lớn, như Top of the Pops. Kể từ khi phát hành, "Here Comes the Hotstepper" đã xuất hiện trong nhiều tác phẩm điện ảnh và truyền hình, bao gồm The Mentalist, Everest, Neighbors và American Reunion.

## Danh sách bài hát
Đĩa CD tại châu Âu
1. "Here Comes The Hotstepper" (Heartical phối) - 4:13
2. "Here Comes The Hotstepper" (Allaam phối) - 4:36

Đĩa CD maxi tại châu Âu và Anh quốc
1. "Here Comes The Hotstepper" (Heartical phối) - 4:08
2. "Here Comes The Hotstepper" (Let It Go phối) - 3:51

Đĩa 7" tại Hoa Kỳ
1. "Here Comes The Hotstepper" (bản LP) - 4:09
2. "Here Comes The Hotstepper" (Heartical phối) - 3:51

## Xếp hạng
| Bảng xếp hạng (1994-95)                  | Vị trí cao nhất |
| ---------------------------------------- | --------------- |
| Úc (ARIA)                                | 2               |
| Áo (Ö3 Austria Top 40)                   | 6               |
| Bỉ (Ultratop 50 Flanders)                | 3               |
| Bỉ (Ultratop 50 Wallonia)                | 3               |
| Canada (RPM)                             | 15              |
| Canada Dance (RPM)                       | 1               |
| Đan Mạch (Tracklisten)                   | 1               |
| Châu Âu (Eurochart Hot 100 Singles)      | 1               |
| Phần Lan (Suomen virallinen lista)       | 2               |
| Đức (Official German Charts)             | 6               |
| Ireland (IRMA)                           | 3               |
| Hà Lan (Dutch Top 40)                    | 16              |
| Hà Lan (Single Top 100)                  | 16              |
| New Zealand (Recorded Music NZ)          | 1               |
| Na Uy (VG-lista)                         | 4               |
| Tây Ban Nha (AFYVE)                      | 2               |
| Thụy Điển (Sverigetopplistan)            | 5               |
| Thụy Sĩ (Schweizer Hitparade)            | 4               |
| Anh Quốc (OCC)                           | 4               |
| Hoa Kỳ Billboard Hot 100                 | 1               |
| Hoa Kỳ Dance Club Songs (Billboard)      | 22              |
| Hoa Kỳ Hot R&B/Hip-Hop Songs (Billboard) | 2               |
| Hoa Kỳ Pop Airplay (Billboard)           | 5               |

| Bảng xếp hạng (1994)                 | Vị trí |
| ------------------------------------ | ------ |
| Netherlands (Dutch Top 40)           | 253    |
| US Billboard Hot 100                 | 85     |
| US Hot R&B/Hip-Hop Songs (Billboard) | 45     |
| Bảng xếp hạng (1995)                 | Vị trí |
| Australia (ARIA)                     | 22     |
| Austria (Ö3 Austria Top 40)          | 26     |
| Belgium (Ultratop 50 Flanders)       | 38     |
| Belgium (Ultratop 50 Wallonia)       | 7      |
| Canada Dance (RPM)                   | 22     |
| Denmark (Tracklisten)                | 28     |
| Europe (European Hot 100 Singles)    | 15     |
| France (SNEP)                        | 9      |
| Germany (Official German Charts)     | 29     |
| Japan (Tokyo Hot 100)                | 51     |
| Netherlands (Dutch Top 40)           | 219    |
| Netherlands (Single Top 100)         | 17     |
| New Zealand (Recorded Music NZ)      | 8      |
| Norway Winter Period (VG-lista)      | 8      |
| Sweden (Sverigetopplistan)           | 32     |
| Switzerland (Schweizer Hitparade)    | 18     |
| UK Singles (Official Charts Company) | 24     |
| US Billboard Hot 100                 | 24     |
| US Hot R&B/Hip-Hop Songs (Billboard) | 49     |

| Bảng xếp hạng (1990–99) | Vị trí |
| ----------------------- | ------ |
| US Billboard Hot 100    | 65     |

## Chứng nhận
| Quốc gia                                                                           | Chứng nhận | Số đơn vị/doanh số chứng nhận |
| ---------------------------------------------------------------------------------- | ---------- | ----------------------------- |
| Úc (ARIA)                                                                          | Bạch kim   | 70.000^                       |
| Pháp (SNEP)                                                                        | Vàng       | 250.000*                      |
| Đức (BVMI)                                                                         | Vàng       | 0^                            |
| New Zealand (RMNZ)                                                                 | Bạch kim   | 10.000*                       |
| Anh Quốc (BPI)                                                                     | Vàng       | 400.000^                      |
| Hoa Kỳ (RIAA)                                                                      | Bạch kim   | 900,000                       |
| * Chứng nhận dựa theo doanh số tiêu thụ. ^ Chứng nhận dựa theo doanh số nhập hàng. |            |                               |